# Xã Gladstone, Quận Henderson, Illinois
Xã Gladstone (tiếng Anh: Gladstone Township) là một xã thuộc quận Henderson, tiểu bang Illinois, Hoa Kỳ. Năm 2010, dân số của xã này là 962 người.